# زاویه دنده‌ای-مهره‌ای

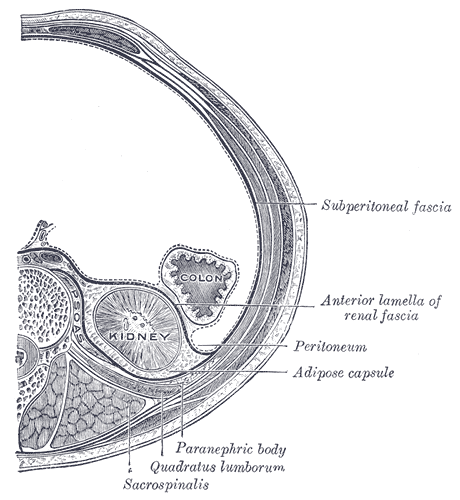
مقطع عرضی شکم که روابط تشریحی کپسول کلیه را نشان می‌دهد.

زاویه دنده‌ای-مهره‌ای (لاتین: arcus costovertebralis) یک زاویه حاده است که در دو طرف پشت انسان بین دنده دوازدهم و ستون مهره‌ها ایجاد می‌شود.
کلیه مستقیماً زیر این ناحیه قرار دارد، بنابراین جایی است که با ضربه زدن، هنگامی که فرد دچار التهاب یا عفونت کلیه می‌شود، درد ایجاد می‌شود. وجود این درد در چنین معاینه‌ای را حساسیت زاویه دنده‌ای-مهره‌ای یا «نشانه مشت مورفی» مثبت می‌گویند. که به افتخار جراح نامدار آمریکایی جان بنجامین مورفی نام‌گذاری شده است.